# Bancoro
Bancoro era una institución financiera venezolana de capital nacional privado especializado en banca universal. Fue el 11º banco más grande del país ubicado dentro del Estrato Mediano del ranking de SUDEBAN.

## Historia
Nace en Coro, Estado Falcón el 21 de octubre de 1950 bajo la denominación de Banco de Fomento Regional Coro, inicia operaciones comerciales el 16 de enero de 1951. Este banco nace por iniciativa de la Corporación Venezolana de Fomento, ente Estatal que tenía el 52% de las acciones del banco y el otro 48% estaba en manos privadas. Para 1988 el banco se expande a otras regiones fuera del Estado Falcón iniciando así el período de expansión nacional. En diciembre de 1994 se privatiza culminando el proceso en 1995 lo cual lleva al cambio de nombre a Banco de Coro.
En 2002 se transforma de banca comercial a banca universal y además se simplifica el nombre a Bancoro.
Posteriormente, el 15 de octubre de 2010, el banco entra en proceso de cese de operaciones a través de junta interventora. Bancoro presentó insuficiencia de fondos en su cuenta única para cumplir su posición neta en el Sistema de la Cámara de Compensación Electrónica del Banco Central. En días posteriores la SUDEBAN anuncia un cambio de política, reduciendo el porcentaje de liquidez obligatoria al sistema bancario nacional a un 20% para evitar situaciones similares a la de Bancoro, quien a pesar de mantener su cartera crediticia y demás obligaciones al día, incumple por iliquidez.
Finalmente, pese a manifestaciones especialmente en el estado Estado Falcón pidiendo su reapertura por considerarlo un bien cultural de la entidad por la tradición y significado para su población, el futuro del banco es decidido por vía unilateral siendo liquidado por el gobierno nacional. Sus agencias ahora pertenecen a los bancos gubernamentales: Venezuela, Del Tesoro y Bicentenario.